# Alberto de Mendoza
Alberto de Mendoza (Buenos Aires, 21 gennaio 1923 – Madrid, 12 dicembre 2011) è stato un attore argentino.

## Biografia
Ha avuto un discreto successo in Italia interpretando film gialli all'italiana come Lo strano vizio della signora Wardh (1971) e La coda dello scorpione (1971), entrambi per la regia di Sergio Martino, Una sull'altra (1969) e Una lucertola con la pelle di donna (1971), entrambi diretti da Lucio Fulci. È morto il 12 dicembre 2011 a Madrid.

## Filmografia parziale
- La dea del peccato (La reina del Chantecler), regia di Rafael Gil (1962)
- La grande arena (Chantaje a un torero), regia di Rafael Gil (1963)
- Le avventure di Scaramouche (La máscara de Scaramouche), regia di Antonio Isasi-Isasmendi (1963)
- Corpo a corpo (L'Arme à gauche), regia di Claude Sautet (1965)
- L'uomo di Casablanca (L'Homme de Marrakech), regia di Jacques Deray (1966)
- Grazie amore mio (Volver a vivir), regia di Mario Camus (1968)
- Salvare la faccia, regia di Edward Ross (1969)
- Rebus, regia di Nino Zanchin (1968)
- Una sull'altra, regia di Lucio Fulci (1969)
- L'urlo dei giganti (Hora cero: Operación Rommel), regia di León Klimovsky (1969)
- Quei disperati che puzzano di sudore e di morte (Los desesperados), regia di Julio Buchs (1969)
- Il pistolero dell'Ave Maria, regia di Ferdinando Baldi (1969)
- I pirati dell'isola verde, regia di Ted Kaplan (1970)
- Quando Satana impugnò la Colt (Manos torpes), regia di Rafael Romero Marchent (1970)
- La coda dello scorpione, regia di Sergio Martino (1971)
- Lo strano vizio della signora Wardh, regia di Sergio Martino (1971)
- L'uomo più velenoso del cobra, regia di Bitto Albertini (1971)
- Una lucertola con la pelle di donna, regia di Lucio Fulci (1971)
- Mania di grandezza (La Folie des grandeurs), regia di Gérard Oury (1971)
- Horror Express, regia di Eugenio Martín (1972)
- La ragazza di via Condotti, regia di German Lorente (1973)
- Hold-Up - Istantanea di una rapina (Hold-Up, instantánea de una corrupción), regia di Germán Lorente (1974)
- Le mele marce (Open Season), regia di Peter Collinson (1974)
- ...e poi, non ne rimase nessuno (And Then There Were None), regia di Peter Collinson (1974)
- Per amare Ofelia, regia di Flavio Mogherini (1974)
- Il mio primo uomo (La joven casada), regia di Mario Camus (1975)
- Manaos, regia di Alberto Vázquez-Figueroa (1979)
- Sette ragazze di classe, regia di Pedro Lazaga (1979)
- El infierno tan temido, regia di Raúl de la Torre (1980)

## Doppiatori italiani
- Adalberto Maria Merli in Salvare la faccia
- Oreste Lionello in Rebus
- Sergio Graziani in Il pistolero dell'Ave Maria
- Luciano De Ambrosis in I pirati dell'isola verde
- Giuseppe Rinaldi in La coda dello scorpione
- Pino Locchi in Lo strano vizio della signora Wardh
- Cesare Barbetti in Una lucertola con la pelle di donna
- Pier Luigi Zollo in Horror Express
- Giorgio Piazza in Per amare Ofelia